# 绀野麻里
绀野麻里（日语：／ Konno Mari，1980年5月18日—），東京都西東京市人，日本女子篮球运动员，曾代表日本参加2004年夏季奥运会女子篮球比赛。2006年退役，退役后和安齋龍三结婚。